# Венера й Амур (Понтормо)
«Венера і Амур» (італ. Venere e Amore) — картина олією на дереві (128×194 см) італійського художника Якопо Понтормо, на основі втраченого рисунка чи картону Мікеланджело Буонарроті, датована приблизно 1533 роком. Зберігається у Галереї Академії у Флоренції.

## Історія

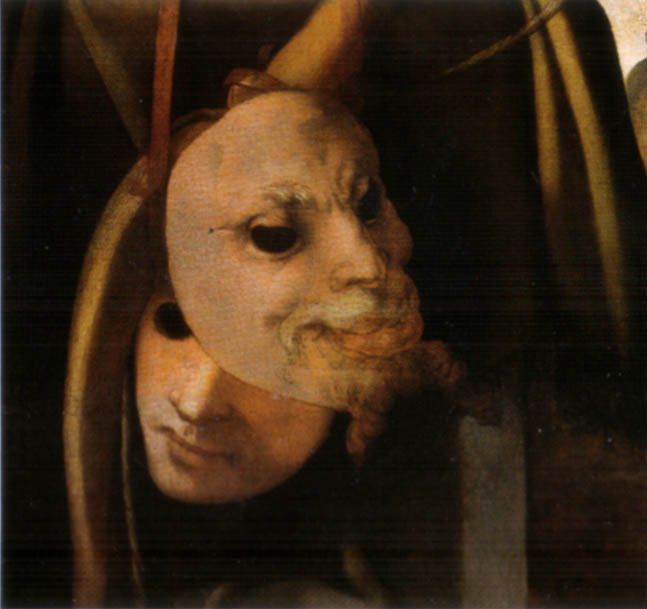
Деталь

Картон Мікеланджело з цією темою згадується у манускрипті «Анонімного Флорентійця» (1537—1542), де також згадується, що це була робота Понтормо для Бартоломео Беттіні, друга Буонарроті. Сам малюнок мав би бути виконаний у 1532—1533, тоді як сама картина повинна була бути виконана у 1533 році, до від'їзду Мікеланджело до Риму в 1534 році. Підготовчий малюнок до неї зберігається у Британському музеї (туш на папері, 5,8х12,1 см).
Картина Понтормо належала Алессандро Медічі, і Венері майже одразу «прикрили наготу». Твір згадується в інвентаризації майна Медічі 1553 і 1560 років, картина отримала високу оцінку Бенедетто Варкі, який писав, що вона змушувала закохуватися «…чоловіків, як „Венера“ Праксітеля…» (італ. gli uomini come la Venere di Prassitele).
Оригінальну роботу заново виявили тільки 1850 року, а вже через два роки реставратор Улісс Форні (італ. Ulisse Forni) відновив її майже до первинного вигляду, усунувши більшість домальованих шат із Венери, залишивши тільки невеликий шматок тканини, який прикривав лоно богині. 2002 року навіть цей шматок було усунено.
Існує копія картини авторства Мікеле Тозіні, яка зберігається у Палаццо Колонна (Рим), інші копії сюжету Мікеланджело можна знайти в Кенсінгтонському палаці, в музеї Каподімонте в Неаполі (копія невідомого автора, яку деякий час вважали роботою самого Мікеланджело та копія, авторство якої приписують Гендріку ван ден Бруку), у Женеві (зменшена копія, приписується Мікеле Тозіні) та в Гільдесгаймі: сам Вазарі зробив три копії для Оттавіано Медічі.

## Опис і стиль

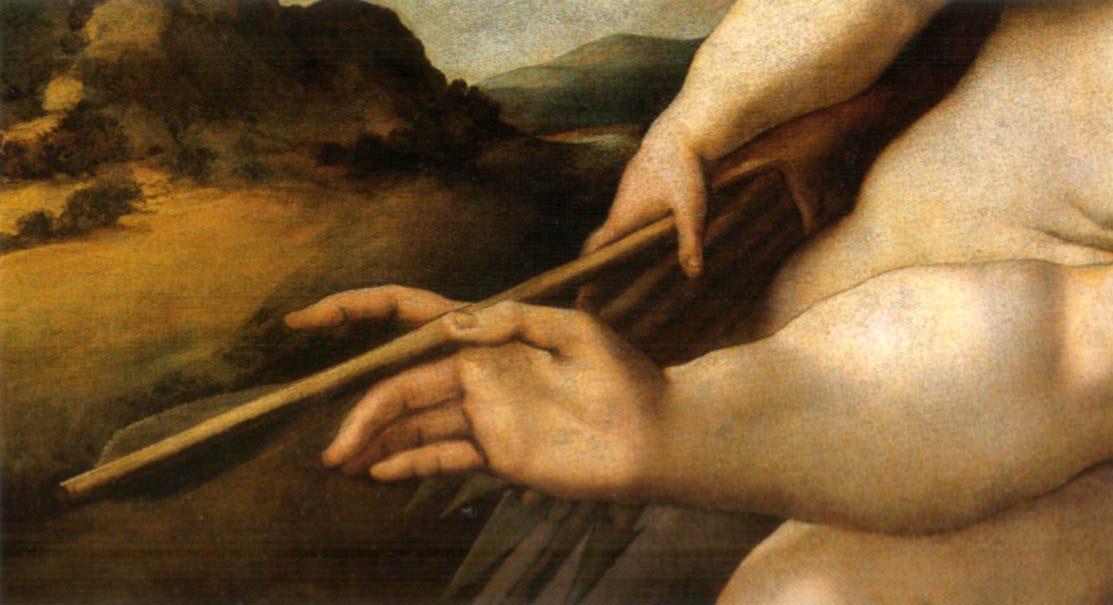
Деталь

Венера простяглася на всю довжину картини, її бюст піднятий на блакитній тканині, а голова повернута, щоб поцілувати юного Амура, її сина та коханця, який підступає ззаду, переплітаючись з нею рукою, яка повертає обличчя Венери до себе, закриваючи її шию, та ніжкою, яка лише частково прикриває лоно. Венера хапає стрілу, яку Купідон тримає в руці, можливо, це натяк на любовні обмани, до яких також відносяться дві маски, прикріплені до лука Амура зліва, близькі до інших символічних елементів: вмираюча маріонетка в темній коробці та посудина, повна троянд. У центрі видніється пейзаж.
Вплив Мікеланджело очевидний у скульптурних формах Венери, і в складних позах закоханих.

## Виноски
1. ↑  Polo Museale Fiorentino - Catalogo delle opere. www.polomuseale.firenze.it. Архів оригіналу за 23 жовтня 2022. Процитовано 23 жовтня 2022.
2. ↑  Venere e Amore: Michelangelo e la nuova bellezza ideale Venus and Love.
3. ↑  Ettore Camesasca, Michelangelo pittore, Rizzoli, Milano 1966.
4. ↑  Censura: Venere e Cupido di Ridolfo del Ghirlandaio, di Giulia Grassi - Matdid, Scudit-Roma. www.scudit.net. Процитовано 23 жовтня 2022.
5. ↑  AA.VV., Galleria dell'Accademia, Giunti, Firenze 1999. ISBN 8809048806